# Impatiens kamtilongensis
Impatiens kamtilongensis är en balsaminväxtart som beskrevs av Toppin. Impatiens kamtilongensis ingår i släktet balsaminer, och familjen balsaminväxter. Inga underarter finns listade i Catalogue of Life.